# 航空従事者養成施設
航空従事者養成施設（こうくうじゅうじしゃようせいしせつ）は、日本における航空従事者の養成を目的とする施設のうち、航空法で定められたもの（第二十九条第四項 ）をいう。

## 指定航空従事者養成施設
国土交通大臣が指定した航空従事者の養成施設を航空法施行規則第50条の2第3項では指定航空従事者養成施設と呼ぶ。操縦士（パイロット）を養成する航空会社、大学、フライトスクール等、航空整備士を養成する航空会社、大学・専門学校等が、一定の条件を満たすことで航空従事者養成施設の指定を受けることができる。
本来、パイロットや航空整備士の技能証明書（資格）を得ようとする際には、最初に学科試験を行い、学科試験合格後は航空局 (JCAB) の航空従事者試験官による実地試験（口述・実技）が行なわれ、それに合格することで取得できるが、国土交通大臣が認定した指定航空従事者養成施設では、公安委員会で認定された自動車教習所で卒業検定に合格した者が、自動車運転免許試験場での実地試験を免除されるのとほぼ同じように、最初に学科試験を行うが、学科試験合格後には、その後に行われる実地試験の全部又は一部を免除される。代わりに養成施設内の教育施設にいる技能審査員（みなし公務員）による技能審査を受けなければならず、それに合格した場合には、その養成施設から修了証明書が交付され、その養成施設の課程を修了した日から1年以内にその修了証明書と合格後の学科試験結果通知書を、技能証明書交付申請時において航空局に提出することにより、航空従事者の技能証明書（資格）を取得することが可能となる。この施設では、設置者・管理者・教官（学科と実技）・技能審査員の要件と人数が規定され、教育施設・教育内容・技能審査の方法についても規定があり、それらの事項を記載して国土交通大臣の認可を受けた教育規程が各技能証明の資格ごとに設定されている。そのため、学科試験と一定の時限数を経た上で技能審査に合格しないと資格は得られない。
また、航空会社が社内での機種移行訓練等を行う場合にも、航空従事者養成施設の指定を受けることがある。
自衛隊は部隊内でパイロットを養成するため、航空自衛隊の航空救難団、航空教育集団、海上自衛隊の教育航空集団、陸上自衛隊航空学校が指定を受けている。海上保安庁は海上保安学校の宮城分校操縦課程が指定を受けている。

## 航空経歴認定（指定校）
整備士の技能証明書（資格）を取得するには、各資格ごとに年齢と一定の整備経験（航空経歴）が必要だが、国土交通大臣から整備の訓練課程の指定を受けた学校において所定の課程を修了した場合には、航空経歴が短縮される制度である。
例を上げると、二等航空整備士（飛行機）の場合で技能証明書を取得するには「技能証明を受けようとする種類の航空機について6ヶ月以上の整備の経験を含む3年以上の航空機の整備の経験」が必要だが、指定校の所定の課程を修了した場合には「技能証明を受けようとする種類の航空機について6ヶ月以上の整備の経験を含む1年以上の航空機の整備の経験」となり、資格を取得するための条件が緩和される。だが、航空従事者養成施設とは違い、実地試験は免除されない。

## 指定航空従事者養成施設（大学）
日本の大学における、航空法に基づく国土交通大臣指定航空従事者養成施設は以下のとおり。
指定航空従事者養成施設(事業用操縦士課程)
- 2008年6月 - 東海大学 東海大学飛行訓練センター（米国・ノースダコタ大学内）
- 2012年6月 - 桜美林大学 桜美林大学飛行訓練センター

指定航空従事者養成施設(計器飛行証明課程)
- 2009年2月 - 東海大学 航空従事者養成施設
- 2012年6月 - 桜美林大学 桜美林大学飛行訓練センター

指定航空従事者養成施設(自家用課程)(テストコース)
- 2010年4月 - 法政大学 法政大学飛行訓練センター

指定航空従事者養成施設(航空整備士訓練課程)(テストコース)
- 2011年4月 - 崇城大学 工学部 宇宙航空システム工学科 航空整備学専攻 専修課程航空整備士コース